# Xingwen
Xingwen, tidigare stavat Hingwen, är ett härad som lyder under Yibins stad på prefekturnivå i Sichuan-provinsen i sydvästra Kina.